# 2009年MTV歐洲音樂大獎
2009年MTV歐洲音樂大獎於德國柏林 O2 World 舉行。典禮主持人為凱蒂·佩芮。本屆是第四次在德國舉行的MTV歐洲音樂大獎。入圍名單在2009年9月21日公布，而地區獎項則在9月1日公布。 彼特·溫茲為本屆網路轉播主持人，內容包括後台閒話、訪談等等。
雖然MTV歐洲音樂大獎被視為歐洲地區重要的音樂獎項，但主要獎項的入圍者都以美國藝人為主。能入圍主要獎項的歐洲國家有英國、愛爾蘭、法國、德國。
本屆的標誌與宣傳是由米蘭和布宜諾斯艾利斯的「MTV世界設計工作室」與瑞典平面設計公司 Kungen & Hertigen 所設計。

## 表演人
- 年輕歲月 —《Know Your Enemy》/《Minority》- 開場
- 碧昂絲 —《Sweet Dreams》
- 傑斯 —《Empire State of Mind》
- 幽浮一族 —《Wheels》/《All My Life》
- U2 —《One》/《Magnificent》
- 夏奇拉 —《Did It Again》
- 東京飯店酷兒  —《World Behind My Wall》
- 里歐娜 —《Happy》
- U2 & 傑斯 -《Sunday Bloody Sunday》- 結束

## 頒獎人
- 艾莎·阿基多
- 新好男孩
- 大衛·庫塔
- 尚·雷諾
- 茱麗葉·路易斯（Juliette Lewis）
- 米蘭達·科斯格羅夫
- 莫妮卡·貝魯奇
- Joko Winterscheidt（MTV VJ，紅地毯主持人）
- 喬絲·史東（紅地毯主持人）
- 芭兒·拉法莉
- 鮑里斯·貝克
- 布羅迪·詹納（Brody Jenner）
- 強納斯兄弟
- 巴帝斯塔
- 大衛·赫索霍夫
- 莉兒金（Lil Kim）
- 弗拉迪米爾·克利奇科（Wladimir Klitschko）
- 傑西·麥特卡爾菲

## 主要獎項
得獎人以粗體顯示

### 最佳歌曲
- 碧昂絲 —《Halo》
- 黑眼豆豆 —《I Gotta Feeling》
- 大衛·庫塔 featuring 凱莉·蘿蘭—《When Love Takes Over》
- 里昂王族 — 《Use Somebody》
- 女神卡卡 —《Poker Face》

### 最佳團體
- 黑眼豆豆
- 年輕歲月
- 強納斯兄弟
- 里昂王族
- 東京飯店酷兒

### 最佳新人
- 丹尼爾·梅里威瑟（Daniel Merriweather）
- 樂路克絲（La Roux）
- 女神卡卡
- 琵希·洛特
- 泰勒絲

### 最佳女藝人
- 碧昂絲
- 凱蒂·佩芮
- 女神卡卡
- 里歐娜·路易斯
- 夏奇拉

### 最佳男藝人
- 阿姆
- 傑斯
- 肯伊·威斯特
- 米卡
- 羅比·威廉斯

### 最佳都會藝人
- 席亞拉
- 阿姆
- 傑斯
- 肯伊·威斯特
- T.I.

### 最佳搖滾藝人
- 幽浮一族
- 年輕歲月
- 里昂王族
- 聯合公園
- U2

### 最佳另類藝人
- 謬斯
- 帕拉摩爾
- 百憂解
- 殺手樂團
- 超凡樂團

### 最佳突破藝人
- 丹尼爾·梅里威瑟（Daniel Merriweather）
- 好奇樂團（Hockey）
- 樂路克絲
- 小短靴（Little Boots）
- 地鐵站樂團
- 琵希·洛特
- 雙面維若妮卡
- 白色謊言（White Lies）

### 最佳世界舞台演出
- 酷玩樂團
- 搖滾小子
- 里昂王族
- 女神卡卡
- 聯合公園

### 最佳現場藝人
- 碧昂絲
- 年輕歲月
- 里昂王族
- 女神卡卡
- U2

### 最佳歐洲藝人
入圍名單為各地區獲勝者
- Deep Insight（英语：Deep Insight）
- Lost（英语：Lost (band)）
- Dorota Rabczewska
- 季馬·比蘭
- maNga（英语：Manga (band)）

## 非票選獎項
得獎者由MTV歐洲網絡決定

### 最佳音樂錄影帶
- 碧昂絲 —《Single Ladies (Put a Ring on It)》
- 布蘭妮 —《Circus》
- 阿姆 —《We Made You》
- 凱蒂·佩芮 — 《Waking Up in Vegas》
- 夏奇拉 —《She Wolf》

## 地區獎項

### 最佳德國藝人
- Jan Delay（英语：Jan Delay）
- Peter Fox
- 銀月樂團
- Söhne Mannheims（英语：Söhne Mannheims）
- Sportfreunde Stiller

### 最佳丹麥藝人
- Dúné（英语：Dúné）
- Jooks
- Liam O'Connor（英语：L.O.C. (rapper)）
- Medina（英语：Medina (singer)）
- 流浪漢（Outlandish）

### 最佳芬蘭藝人
- Apulanta（英语：Apulanta）
- Cheek
- Deep Insight（英语：Deep Insight）
- Disco Ensemble（英语：Disco Ensemble）
- Happoradio（英语：Happoradio）

### 最佳挪威藝人
- Donkeyboy
- 瑪莉亞·梅娜
- Paperboys
- 洛伊薩普
- Yoga Fire

### 最佳瑞典藝人
- Adiam Dymott（英语：Adiam Dymott）
- Agnes Carlsson（英语：Agnes Carlsson）
- 達倫
- 曼朵戴歐（Mando Diao）
- Promoe（英语：Promoe）

### 最佳義大利歌手
- 茱茜·費拉里（Giusy Ferreri）
- J-Ax
- Lost（英语：Lost (band)）
- 提傑安若·費洛
- 絕對零度

### 最佳荷蘭比利時藝人
- Alain Clark（英语：Alain Clark）
- The Black Box Revelation（英语：The Black Box Revelation）
- Esmée Denters（英语：Esmée Denters）
- Fedde le Grand（英语：Fedde le Grand）
- Milow（英语：Milow (singer)）

### 最佳法國藝人
- 大衛·庫塔
- Olivia Ruiz（英语：Olivia Ruiz）
- Orelsan
- Rohff
- Sliimy（英语：Sliimy）

### 最佳波蘭藝人
- Afromental（英语：Afromental）
- Ania Dąbrowska（英语：Ania Dąbrowska）
- Dorota Rabczewska
- Ewa Farna（英语：Ewa Farna）
- Jamal

### 最佳西班牙藝人
- Fangoria（英语：Fangoria (band)）
- 馬卡寇樂團（Macaco）
- Nena Daconte（英语：Nena Daconte）
- 羅素紅
- We Are Standard

### 最佳俄羅斯藝人
- Centr
- 季馬·比蘭
- Kasta（英语：Kasta）
- 賽奇·拉查列夫
- Timati（英语：Timati）

### 最佳羅馬尼亞藝人
- David Deejay（英语：David Deejay） feat. Dony
- Inna
- Puya feat. George Hora
- Smiley
- Tom Boxer feat. Jay

### 最佳葡萄牙藝人
- Buraka Som Sistema（英语：Buraka Som Sistema）
- David Fonseca（英语：David Fonseca）
- Os Pontos Negros
- X-Wife（英语：X-Wife）
- Xutos e Pontapés（英语：Xutos e Pontapés）

### 最佳亞得里亞海藝人
- Darkwood Dub（英语：Darkwood Dub）
- Dubioza Kolektiv（英语：Dubioza Kolektiv）
- Elvis Jackson
- Lollobrigida Girls（英语：Lollobrigida Girls）
- Superhiks（英语：Superhiks）

### 最佳波羅的海藝人
- Chungin & the Cats of Destiny
- DJ Ella
- Flamingo
- Leon Somov & Jazzu
- Popidiot

### 最佳阿拉伯藝人
- Amr Mostafa（英语：Amr Mostafa）
- Darine Hadchiti（英语：Darine Hadchiti）
- Joe Ashkar
- Ramy Sabry
- Rashed Al-Majed（英语：Rashed Al-Majed）

### 最佳匈牙利藝人
- Esclin Syndo
- The Idoru（英语：The Idoru）
- The Kolin
- The Moog（英语：The Moog）
- Zagar（英语：Zagar）

### 最佳土耳其藝人
- Atiye Deniz（英语：Atiye Deniz）
- Bedük（英语：Bedük）
- Kenan Doğulu（英语：Kenan Doğulu）
- maNga（英语：Manga (band)）
- Nil Karaibrahimgil（英语：Nil Karaibrahimgil）

### 最佳希臘藝人
- 艾蓮娜（Helena Paparizou）
- Monika
- Matisse（英语：Matisse (band)）
- Onirama（英语：Onirama）
- Professional Sinnerz

### 最佳以色列藝人
- Asaf Avidan & the Mojos
- Assaf Amdursky（英语：Assaf Amdursky）
- Infected Mushroom（英语：Infected Mushroom）
- Ninet Tayeb（英语：Ninet Tayeb）
- Terry Poison（英语：Terry Poison）

### 最佳瑞士藝人
- 愛情病毒（Lovebugs）
- Phenomden
- Ritschi
- Seven
- Stress

### 最佳烏克蘭藝人
- Antytila
- Druga Rika
- Green Grey
- KAMON!!!
- Lama（英语：Lama (Ukrainian band)）

### 最佳英國愛爾蘭藝人
- 芙蘿倫絲機進份子（Florence & The Machine）
- 樂路克絲
- 琵希·洛特
- 週末女優（The Saturdays）
- Tinchy Stryder（英语：Tinchy Stryder）

## 外部連結
- MTV歐洲音樂大獎官方網站